# Східниця
Схі́дниця — селище в Україні, адміністративний центр Східницької селищної громади Дрогобицького району Львівській області. Бальнеологічний курорт національного значення імені Омеляна Стоцького, який відомий місцевими мінеральними водами.

## Географічне розташування

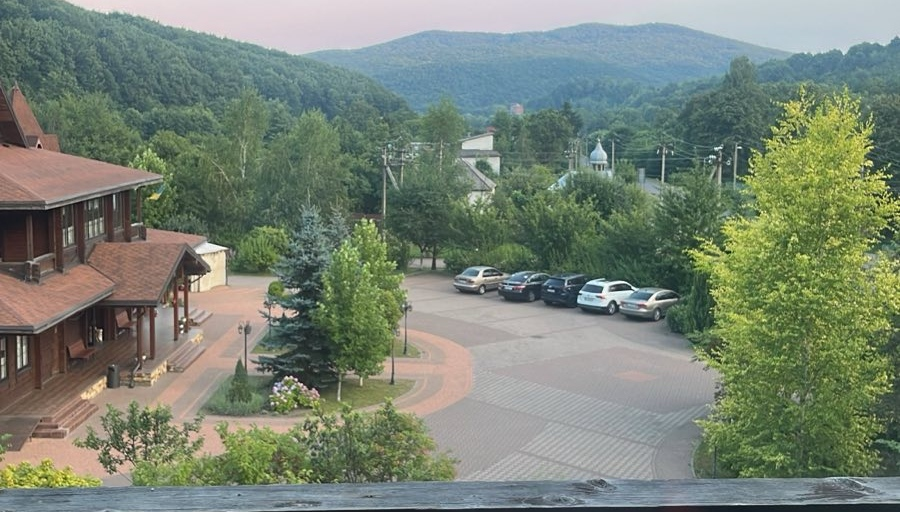
Панорама Східниці

Селище Східниця розташоване у розлогій долині на березі невеликої гірської річки Східничанка, на висоті 520—650 м над рівнем моря, за 21 км від районного центру міста Дрогобич та 10 км на південний захід від міста Борислав, у Дрогобицькій агломерації. Гори навколо селища сягають висоти 828 м (гора Масловець). Площа селища становить 6,96 км².

### Клімат
Протягом століть у Східниці сформувався свій мікроклімат: так, зима тут м'яка, з частими відлигами; літо тепле з чергуванням сонячної та хмарної погоди. Середня температура січня −3,4 °C, липня +19 °C.

Середньорічна кількість опадів — 774 мм на рік. Найбільша кількість опадів випадає в червні, у середньому 106 мм. 
| Клімат Східниці         | Клімат Східниці | Клімат Східниці | Клімат Східниці | Клімат Східниці | Клімат Східниці | Клімат Східниці | Клімат Східниці | Клімат Східниці | Клімат Східниці | Клімат Східниці | Клімат Східниці | Клімат Східниці | Клімат Східниці |
| Показник                | Січ.            | Лют.            | Бер.            | Квіт.           | Трав.           | Черв.           | Лип.            | Серп.           | Вер.            | Жовт.           | Лист.           | Груд.           | Рік             |
| Середній максимум, °C   | −2              | −0,5            | 4,4             | 11,4            | 17              | 19,8            | 21,4            | 21,1            | 17,1            | 12              | 4,9             | 0               |                 |
| Середня температура, °C | −4,9            | −3,3            | 0,8             | 6,8             | 11,9            | 14,8            | 16,3            | 16              | 12,3            | 7,6             | 2               | −2,4            | 6,5             |
| Середній мінімум, °C    | −7,7            | −6,1            | −2,8            | 2,3             | 6,8             | 9,8             | 11,3            | 10,9            | 7,6             | 3,2             | −0,8            | −4,8            |                 |
| Норма опадів, мм        | 43              | 40              | 44              | 56              | 85              | 106             | 102             | 84              | 61              | 49              | 49              | 55              | 774             |
| ----------------------- | --------------- | --------------- | --------------- | --------------- | --------------- | --------------- | --------------- | --------------- | --------------- | --------------- | --------------- | --------------- | --------------- |
| Джерело:                |                 |                 |                 |                 |                 |                 |                 |                 |                 |                 |                 |                 |                 |

## Історія

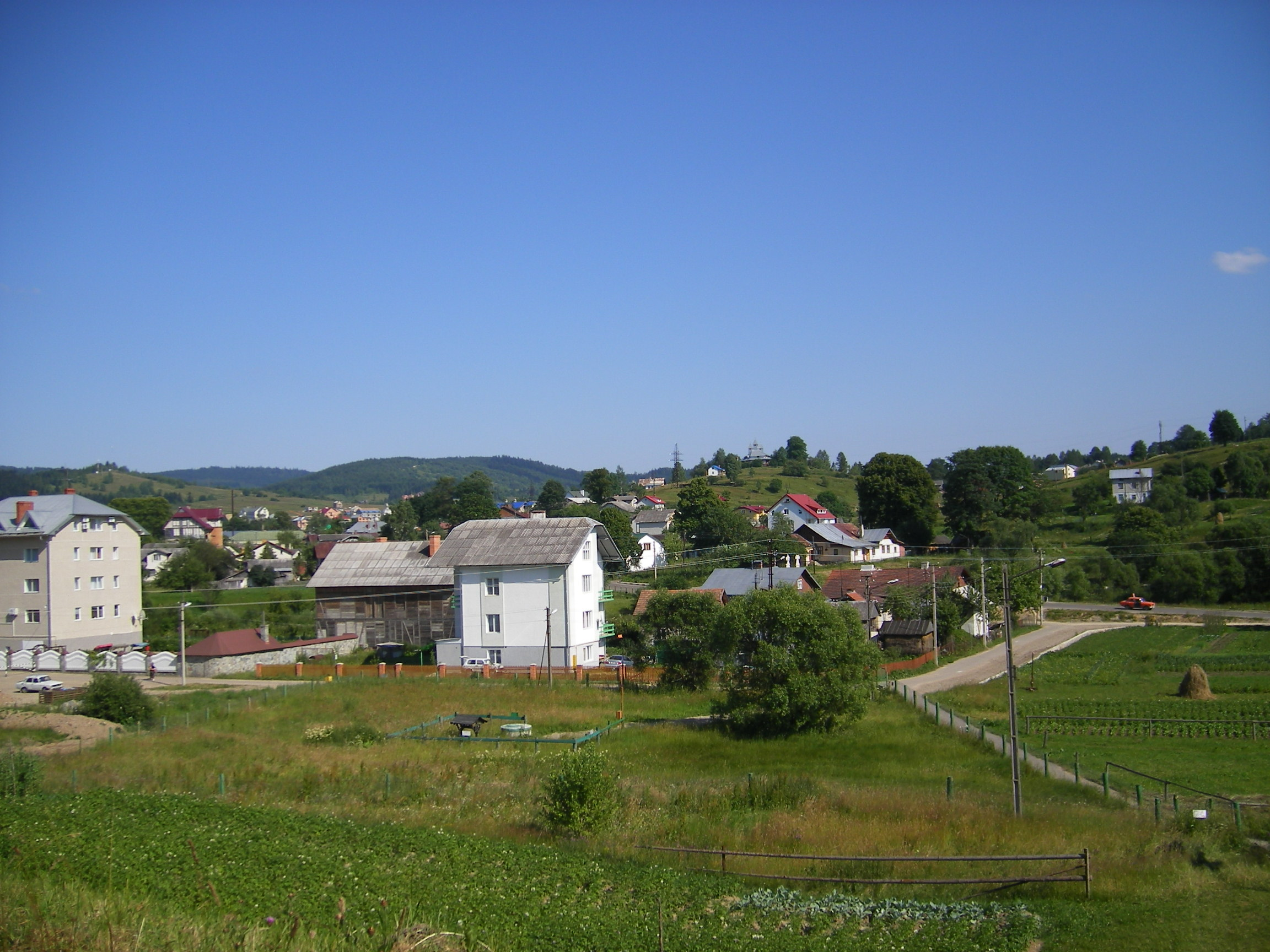
Східниця

На місці сучасної Східниці у часи Київської Русі існувало поселення «Золота Баня». Неподалік від нього знаходилася фортеця Тустань. Під час нападу орд хана Батия Золота Баня була зруйнована (як і фортеця Тустань з навколишніми селами). Люди, які після цього залишилися живими, з часом почали сходитися у долину річки Стрий, заснувавши тут поселення — Східницю, яка від цього «сходження» отримала свою назву. Однак краєзнавець Ярослав Ольховий повідомив про існування версії про те, що топонім Східниця походить від гідроніма Східничанка — тобто, місцевого «бурхливого потоку». Від так назва річки витлумачується досить просто: кам'янисті уступи уздовж течії нагадують «східці», що зумовлено геологічною будовою дна річки.
Вперше Східниця згадується у документах XIV століття.
Під час Національно-визвольної війни під проводом Богдана Хмельницького місцеві селяни під проводом селянина Габруха спалили обійстя місцевого поміщика, почистивши попередньо комори. Відомо, що ватажок селян загинув 1648 року, а непокірних селян карав шляхтич Самуель Цебровський, який на той час володів Східницею.
Східницький замок до XVIII століття служив фортецею. Один із таких підгірських замків описав Іван Франко в оповіданні «Татарські напади на Підгір'я».
Після Першого поділу Речі Посполитої Східниця відійшла до імперії Габсбургів (з 1804 року Австрійської імперії, з 1867 — Австро-Угорщини). У ті часи вона належала до Дрогобицького дистриктуСамбірського округу (циркула).

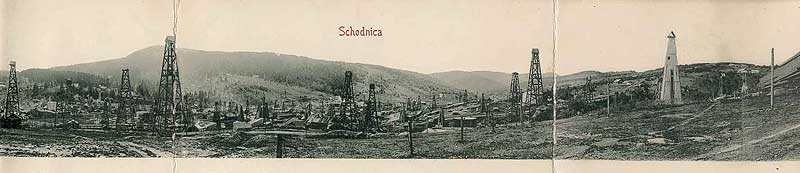
Східниця на початку ХХ століття

У період ЗУНР поселення входило у склад Дрогобицького повіту Самбірської військової округи Львівської військової області.
У 1920 році, з приходом польської влади, село увійшло до Дрогобицького повіту Львівського воєводства.
1 серпня 1934 року у Дрогобицькому повіті було створено ґміну Східниця з центром у с. Східниця. У склад ґміни входила лише сільська громада Східниця.
За часів УРСР, станом на 1 вересня 1940 року село Східниця належало до Бориславської міської ради Дрогобицького району Дрогобицької області.
У період нацистської окупації під час Другої світової війни, з серпня 1941 по серпень 1944 року  селище утворювало волость (нім. Landgemeinde) Східниця окружного староства Дрогобич (нім. Kreishauptmannschaft Drohobycz) дистрикту Галичина Генерал-губернаторства для окупованих польських земель.
У 1946 році селище Східниця перебувало у складі Бориславської міської ради Дрогобицького району Дрогобицької області. Вже тоді Борислав був містом обласного підпорядкування. Пізніше Бориславську міську раду, разом з іншими містами обласного підпорядкування виключили зі складу району. Східницю з ним.
12 червня 2020 року, в ході адміністративно-територіальної реформи, Східниця набула статусу адміністративного центру селищної громади Дрогобицького району Львівської області.
З 26 січня 2024 року статус селище міського типу змінено на селище.

### Відкриття нафти
У 1858 році у Східниці було відкрито нафту тож почалася промислова розробка родовища. Наприкінці XIX ст. тут діяло близько 400 свердловин, і Східниця посіла перше місце за обсягами видобутку нафти в Галичині (лише в першій чверті ХХ ст. вона поступилася Бориславу й Биткову). Тут працювали підприємці з Німеччини, Великої Британії, Бельгії, Франції та США. У 1898 році з 373-х свердловин добуто понад 168 тис. тонн нафти. У 1890-х роках Східниця займала перше місце з видобутку нафти в Галичині, в 1930-х роках — третє (після Борислава і Биткова); за 1886—1935 рр. у Східниці видобуто 2,15 млн тонн нафти.
У 1872 році у Східниці було пробурено механічним способом першу свердловину для видобутку нафти. Із 1896 р. відбувається промисловий видобуток природного супутнього нафтового газу.

### Відкриття мінеральної води

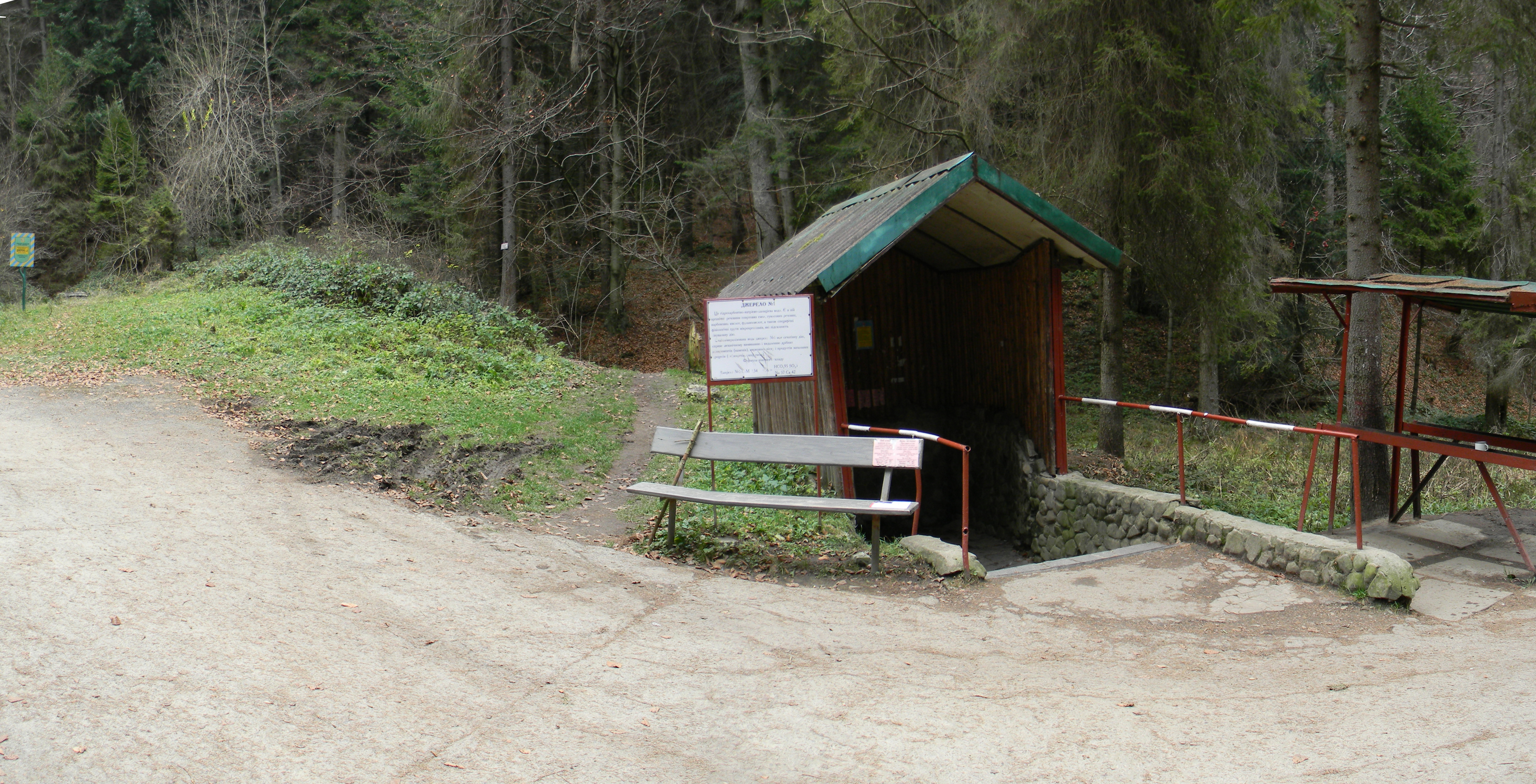
Джерело № 1

У 1956—1973 роках місцевий пенсіонер Омелян Стоцький відкрив у Східниці великі поклади мінеральної води «Нафтуся». 9 січня 1976 року селище Східницю було визнано Всесоюзним курортом. У 2005 році цей титул було замінено на «Всеукраїнський курорт імені Омеляна Стоцького».
15 серпня 2014 року у Східниці на фасаді будинку, де проживав Омелян Стоцький, відбулося урочисте відкриття та освячення пам'ятної гранітної таблиці. Де вказано: «В цьому будинку з 1945 по 1979 роки проживав з родиною першовідкривач Східницького родовища мінеральних вод Омелян Стоцький». В селищі працює музей Омельяна Стоцького (лектор Мазур Микола Іванович)

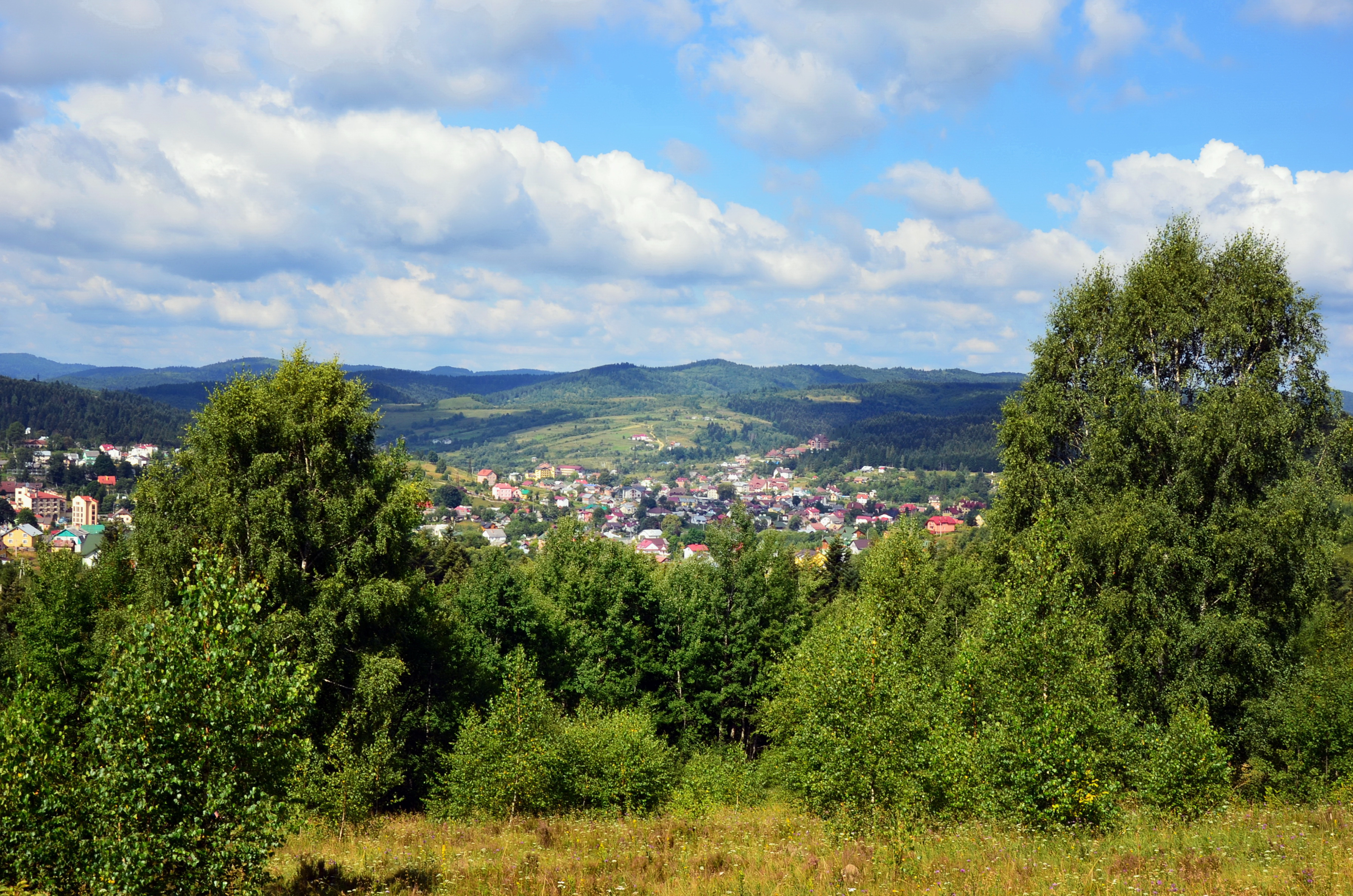
Східниця поміж горами

Поблизу Східниці, в урочищі Бухів, на висоті 668,9 м розташована Східницька вітрова електростанція, яка була зведена в 1997 році.
Дуже цікавою є кримінальна історія Східниці. Будучи одним із найвіддаленіших центрів добування ропи, Східниця привертала увагу сотні відомих фінансових аферистів імперії Габсбургів, організованих злочинних груп та стала колискою для формування власного кримінального світу зосередженого довкола «чорного золота».

### Урбаноніми
Станом на січень 2024 року у Східниці налічується 33 урбаноніми.
У списку вулиці подані за алфавітом. Назви вулиць на честь людей відсортовані за прізвищем і подаються у форматі Прізвище Ім'я і/або Посада. Якщо вулиця названа за цілісним псевдонімом або прізвиськом, то сортування відбувається за першою літерою псевдоніма або прізвиська (бо псевдоніми не можна скорочувати), тобто Данила Галицького — на літеру Д, Лесі Українки — на літеру Л.
| N  | Тип  | Назва                 | Колишні назви         | Довжина | К-ть домогосподарств |
| -- | ---- | --------------------- | --------------------- | ------- | -------------------- |
| 1  | вул. | Бандери Степана       | Тараса Шевченка       |         |                      |
| 2  | вул. | Бойківська            | запроектована вулиця  |         |                      |
| 3  | вул. | Бориславська          | Бориславська          |         |                      |
| 4  | вул. | Будівельна            | Будівельна            |         |                      |
| 5  | вул. | Галицька              | запроектована вулиця  |         |                      |
| 6  | вул. | Героїв Майдану        | запроектована вулиця  |         |                      |
| 7  | вул. | Героїв України        | запроектована вулиця  |         |                      |
| 8  | вул. | Гірська               |                       |         |                      |
| 9  | вул. | Грушевського Михайла  |                       |         |                      |
| 10 | вул. | Данила Галицького     | нова вулиця           |         |                      |
| 11 | вул. | Довбуша Олекси        |                       |         |                      |
| 12 | вул. | Зарічна               | Зарічна               |         |                      |
| 13 | вул. | Золота Баня           | Леніна                |         |                      |
| 14 | вул. | Княгині Ольги         | запроектована вулиця  |         |                      |
| 15 | вул. | Коновальця Євгена     | нова вулиця           |         |                      |
| 16 | вул. | Котляревського Івана  |                       |         |                      |
| 17 | вул. | Кривоноса Максима     | Тараса Шевченка       |         |                      |
| 18 | вул. | Кропивницька          | Кропивницька          |         |                      |
| 19 | вул. | Лемківська            | запроектована вулиця  |         |                      |
| 20 | вул. | Лесі Українки         | Тараса Шевченка       |         |                      |
| 21 | вул. | Лісова                | Лісна                 |         |                      |
| 22 | вул. | Незалежності          | нова вулиця           |         |                      |
| 23 | вул. | Об'їзна               | нова вулиця           |         |                      |
| 24 | вул. | Промислова            | Промислова            |         |                      |
| 25 | вул. | Сагайдачного Петра    | запроектована вулиця  |         |                      |
| 26 | вул. | Січових Стрільців     | запроектована вулиця  |         |                      |
| 27 | вул. | Стоцького Омеляна     | Тараса Шевченка       |         |                      |
| 28 | вул. | Франка Івана          |                       |         |                      |
| 29 | вул. | Хмельницького Богдана | Богдана Хмельницького |         |                      |
| 30 | вул. | Чорновола В'ячеслава  | нова вулиця           |         |                      |
| 31 | вул. | Шевченка Тараса       | Тараса Шевченка       |         |                      |
| 32 | вул. | Шептицького Андрея    | запроектована вулиця  |         |                      |
| 33 | вул. | 16-го Липня           | Тараса Шевченка       |         |                      |

## Населення
У 1787 році у Східниці було 65 дворів, 2 корчми, млин і кузня, у 1820 році — 71 двір, 3 корчми, 2 млини і лісництво. У 1868 р. — 77, а у 1880—125 дворів, де проживало 867 людей. У селі діяв тартак на 8 кінських сил, де щорічно переробляли 1540 м3 деревини.
Чисельність постійного населення, станом на 2022 року — 2 250 особи.
Динаміка населення Східниці

### Мова
Розподіл населення за рідною мовою за даними перепису 2001 року:
| Мова            | Кількість | Відсоток |
| --------------- | --------- | -------- |
| українська      | 2243      | 99,39 %  |
| російська       | 9         | 0,4 %    |
| вірменська      | 2         | 0,09 %   |
| білоруська      | 1         | 0,04 %   |
| угорська        | 1         | 0,04 %   |
| інші/не вказали | 1         | 0,04 %   |
| Всього:         | 2257      | 100 %    |

### Антропоніміка
У селищі поширене таке прізвище як Журавчак.

## Східницьке родовище мінеральних вод

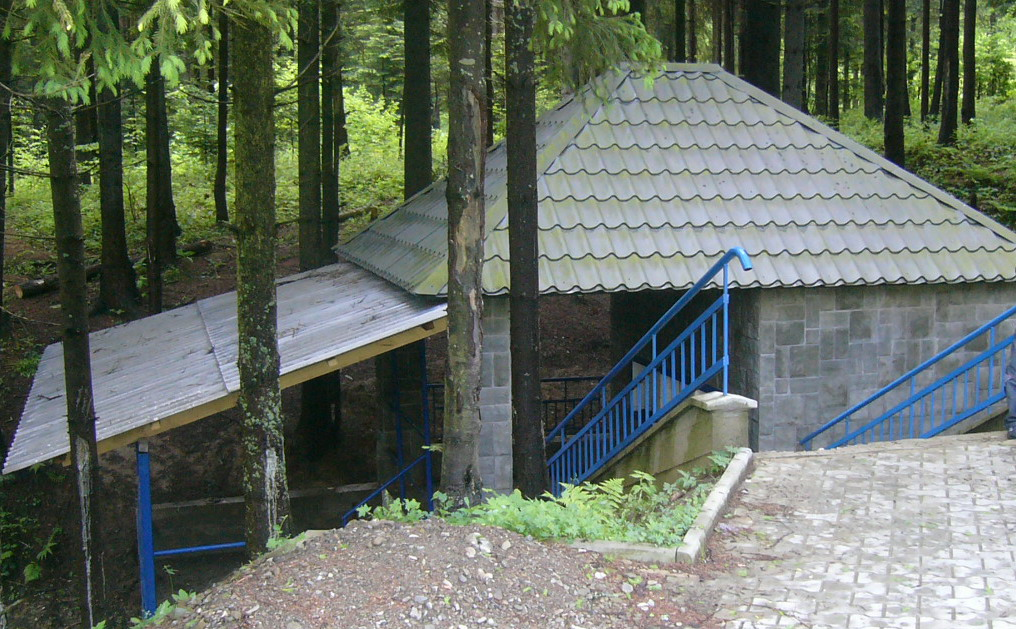
Джерело № 26

У Східницькому родовищі мінеральних вод сьогодні налічується 38 джерел і 17 свердловин з різним хімічним складом мінеральної води. Для відвідувачів наразі доступні води з 10 джерел і трьох свердловин. У родовищі, зосередженому здебільшого у селищі та на схилах прилеглих гір, що входять до складу Національного природного парку «Сколівські Бескиди», є мінеральні води «Нафтуся» чотирьох типів:
1. слабомінералізована «Нафтуся»:
  - з підвищеним вмістом органічних речовин (сечогінною дією) (джерела 1, 3, 26)
  - з вираженою жовчогінною дією (джерела 5, 8, 9, 10, 25, свердловини 1 та 18)
2. слабомінералізована залізиста (джерела 13 та 15)
3. хлоридно-натрієва (вплив цих джерел на людину вивчається Міністерством охорони здоров'я України)

- є джерело з мінеральною водою типу «Боржомі».

## Бальнеологічний курорт
Східниця — бальнеологічний курорт, місце для безпечного відпочинку, відновлення здоров'я, лікування природними мінеральними водами. Послуги тимчасового проживання надають готелі різного класу, зокрема чотиризірковий СПА готель «Респект», а також приватні садиби.

## Східницьке нафтове родовище

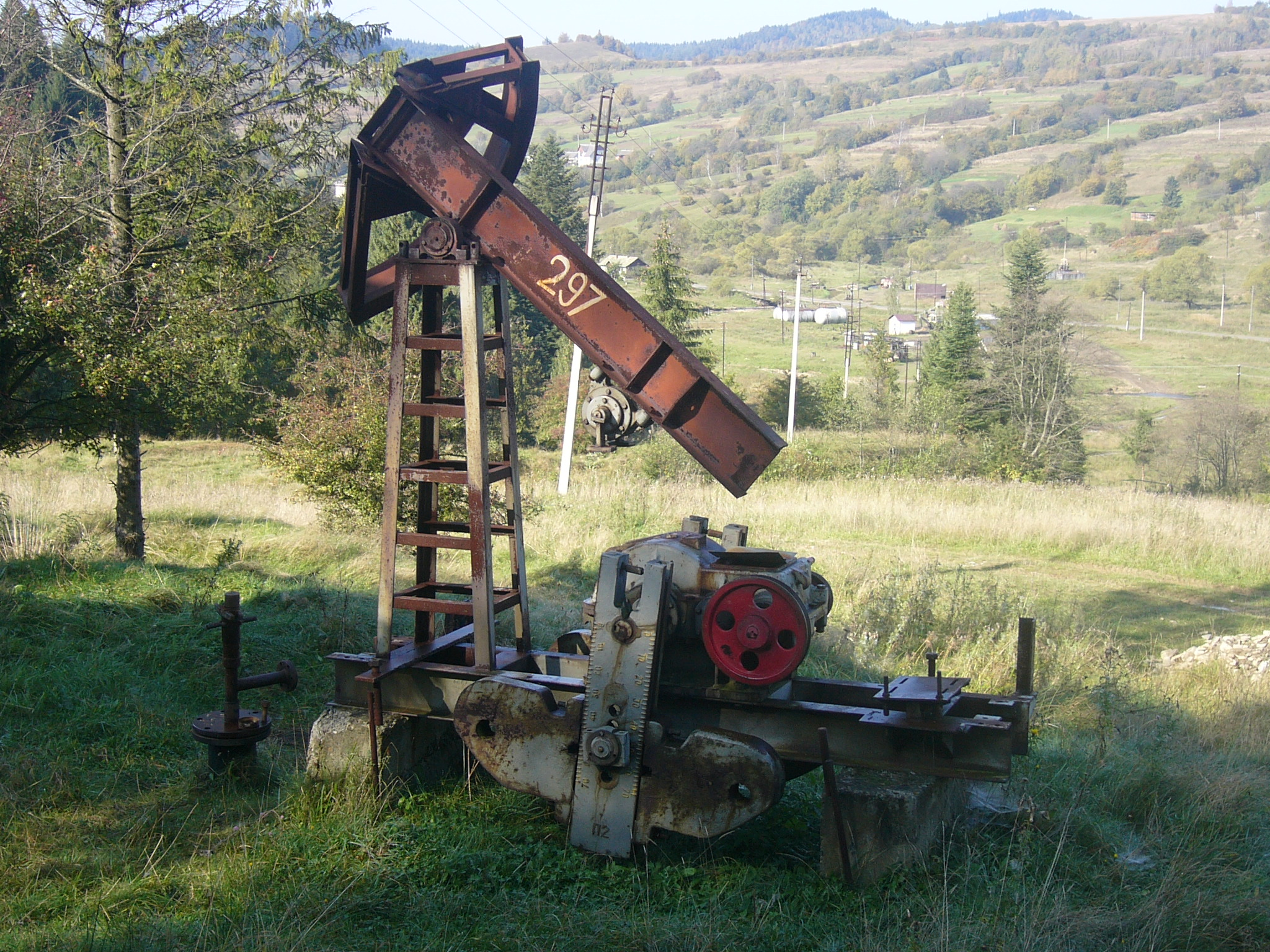
Покинута нафтова помпа у Східниці

На території Східниці розташована Східницька ділянка Східницького нафтового родовища. Поклади пластові, склепінчасті, тектонічно екрановані, один з них також літологічно обмежений. Режим Покладів пружний, розчиненого газу та гравітаційний. Запаси початкові видобувні категорій А+В+С1: нафти — 3812 тис. т; розчиненого газу — 407 млн м³. Густина дегазованої нафти — 826—874 кг/м³. Вміст сірки у нафті — до 0,26 мас.%.

## Спорт
У чемпіонаті Львівської області з футболу виступає команда СК «Східниця». Вона проводить домашні ігри на стадіоні «Нафтовик».

## Міста-побратими
- Акмяне, Литва[14]
- Конотоп, Україна
- Полянчик, Республіка Польща[15]
- Шмарєшке Топлице, Словенія[15]

## Видатні особи
Уродженці:
- Володимир Журавчак (нар. 3 травня 1957) — український радянський футболіст, український футбольний тренер.
- Василь Мазур (нар. 11 квітня 1955) — український актор театру і кіно. Народний артист України (2010). Кавалер ордену «За заслуги» ІІІ ступеня (2015)
- Микола Мазур (народився 2 лютого 1953 року) — архітектор, дизайнер. Довгий час працює над створенням сучасного архітектурного коду Східниці. Працює також в стилі рельєфного панно і графіки

Пов'язані зі Східницею:
- Омелян Стоцький — український педагог та дослідник. Першовідкривач Східницького родовища мінеральних вод.
- Наталія Кацер-Бучковська — нардеп 8-го скликання, проживала у Східниці на момент обрання (26 жовтня 2014)[16].

## Галерея

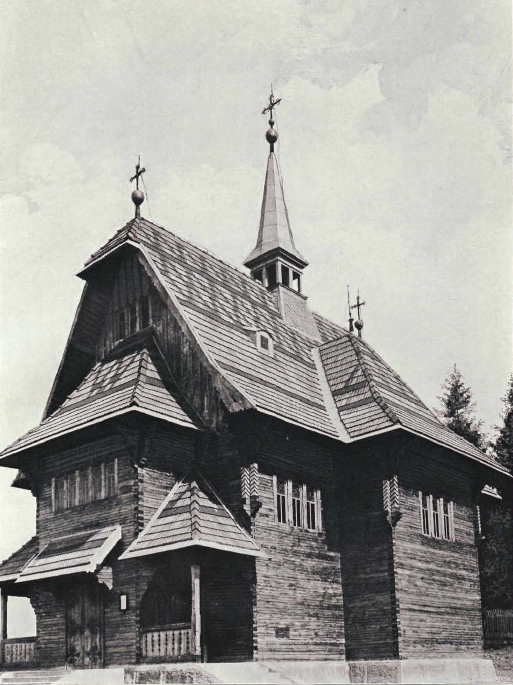
Костел у Східниці (1901)
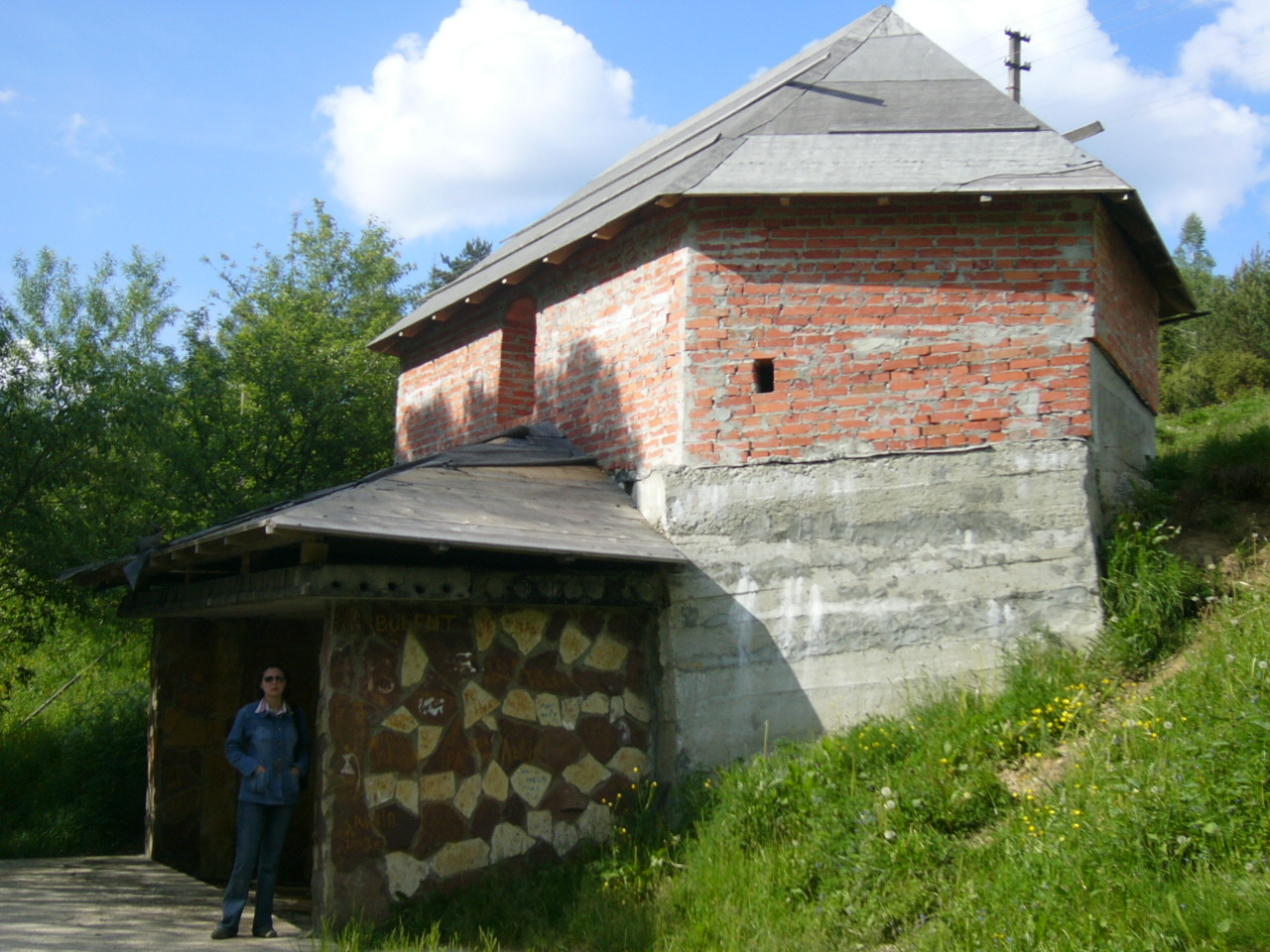
Джерело № 13
Дерев'яна синагога, тепер Дім молитви
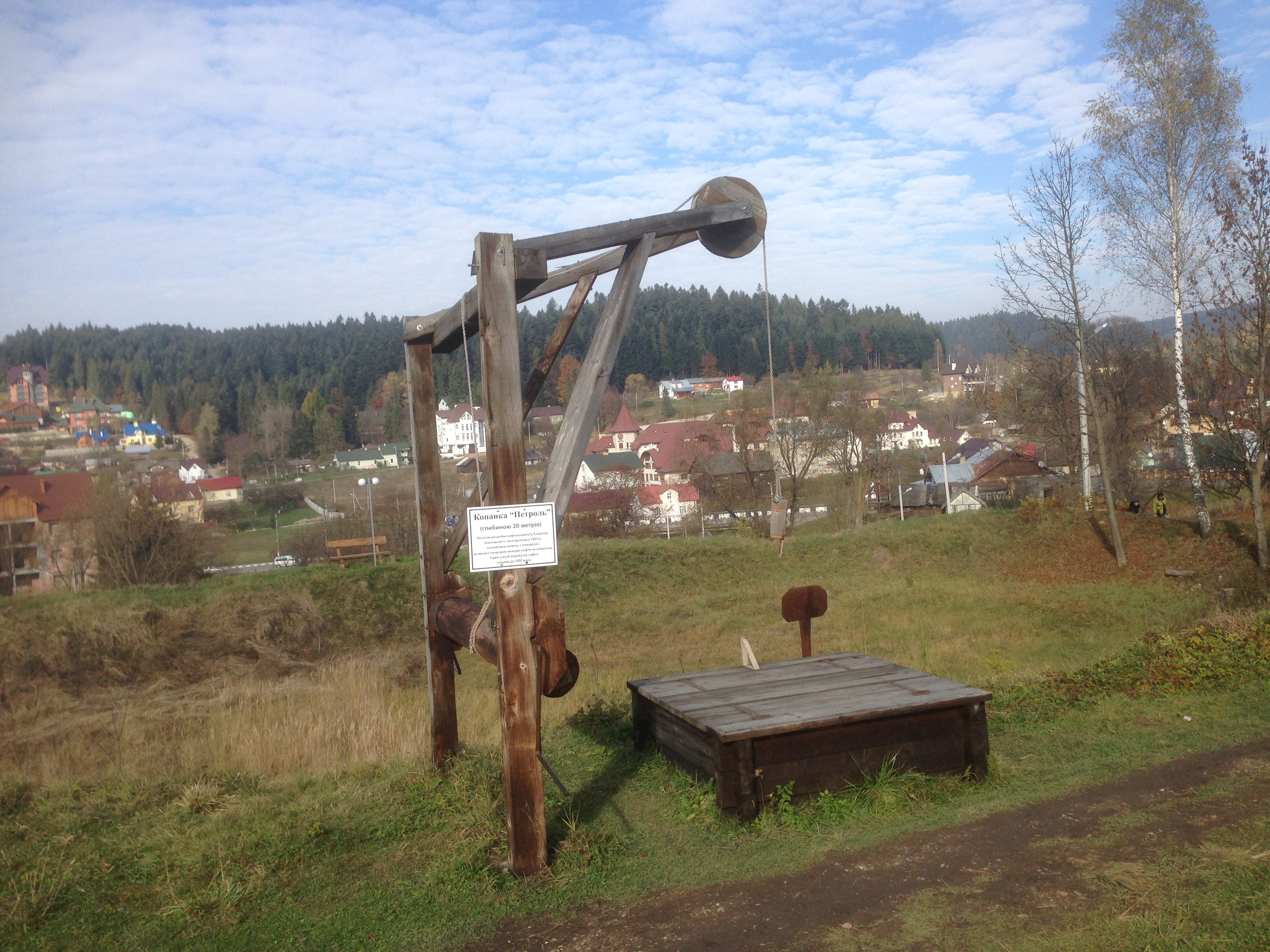
Копанка (середина XIX століття)
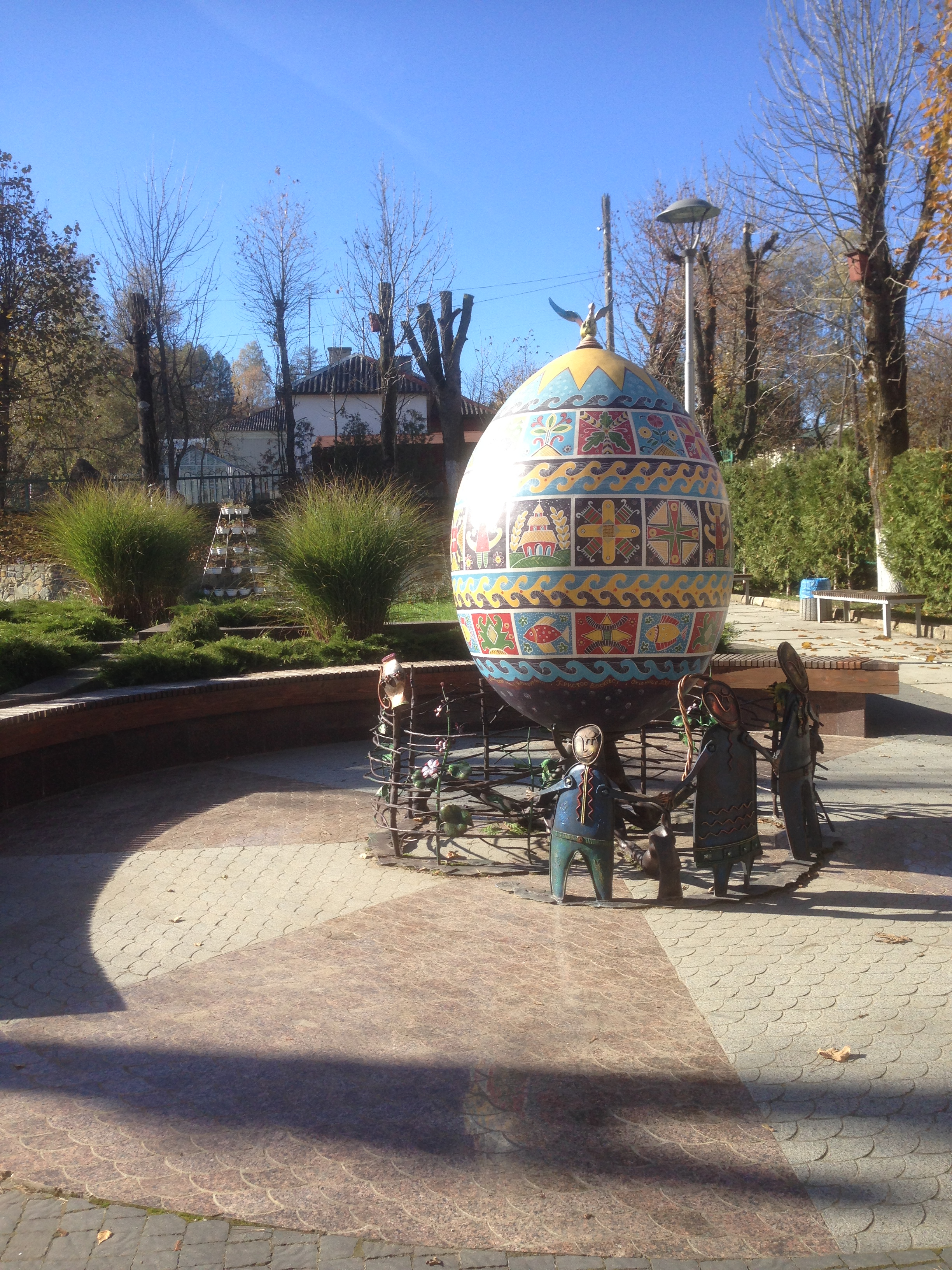
Арт-об'єкт «Писанка»
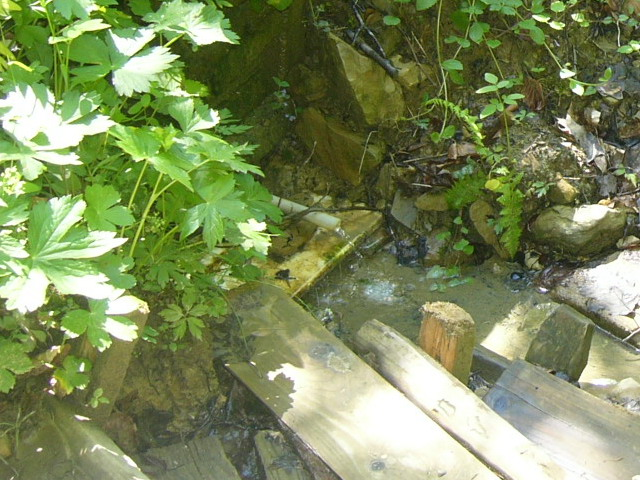
Джерело № 6 у лісі
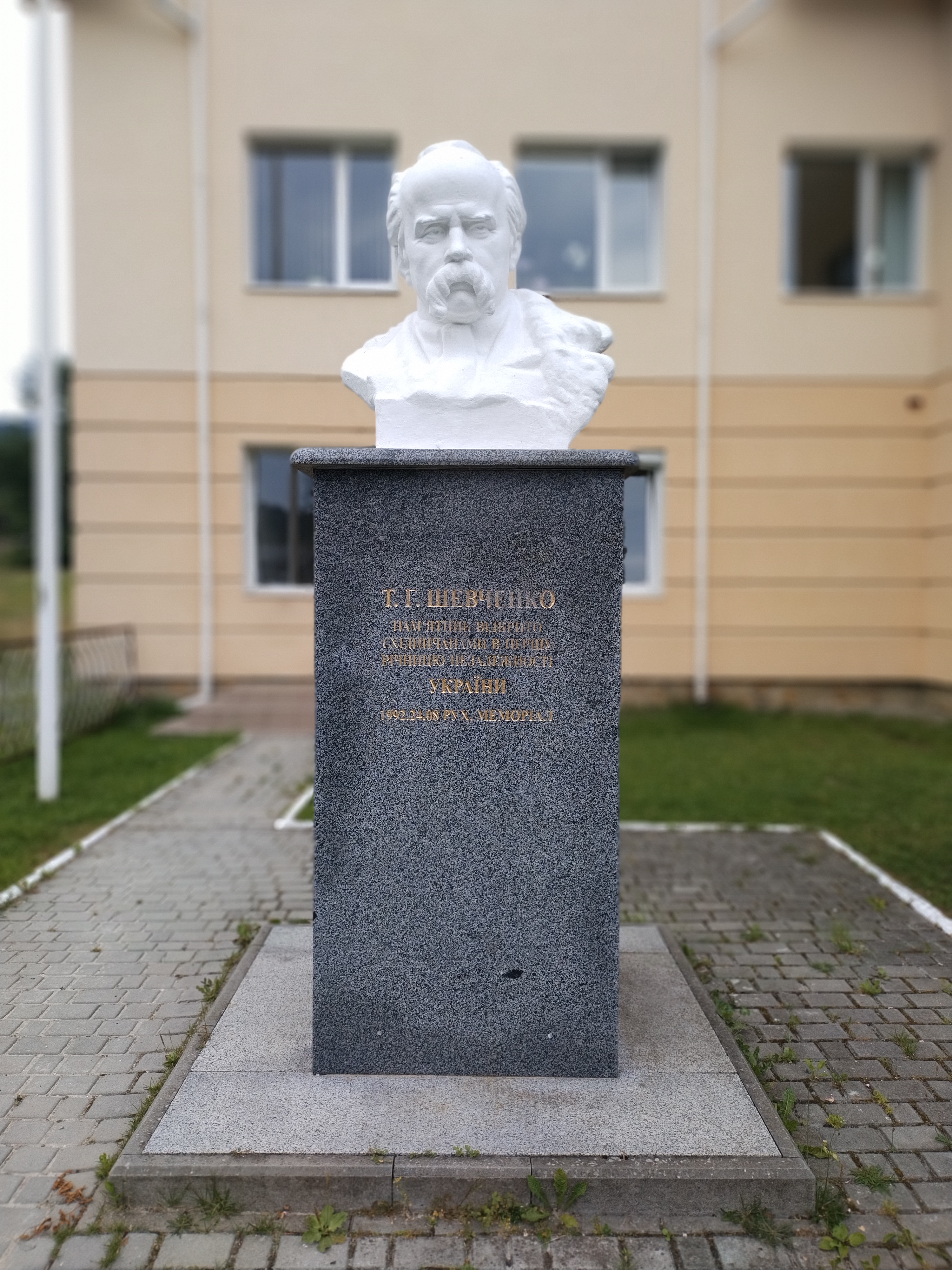
Погруддя Тарасові Шевченку
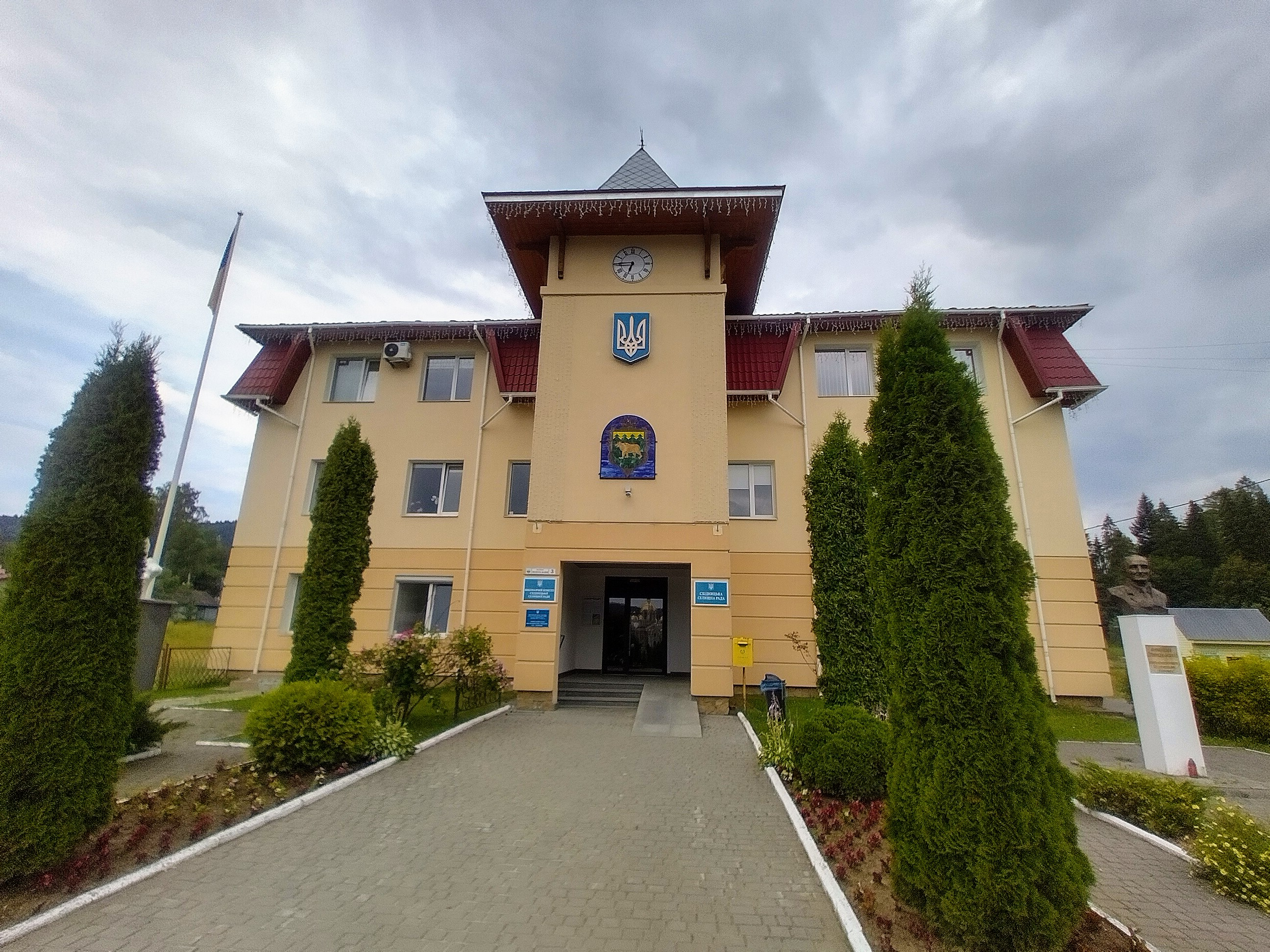
Східницька селищна рада
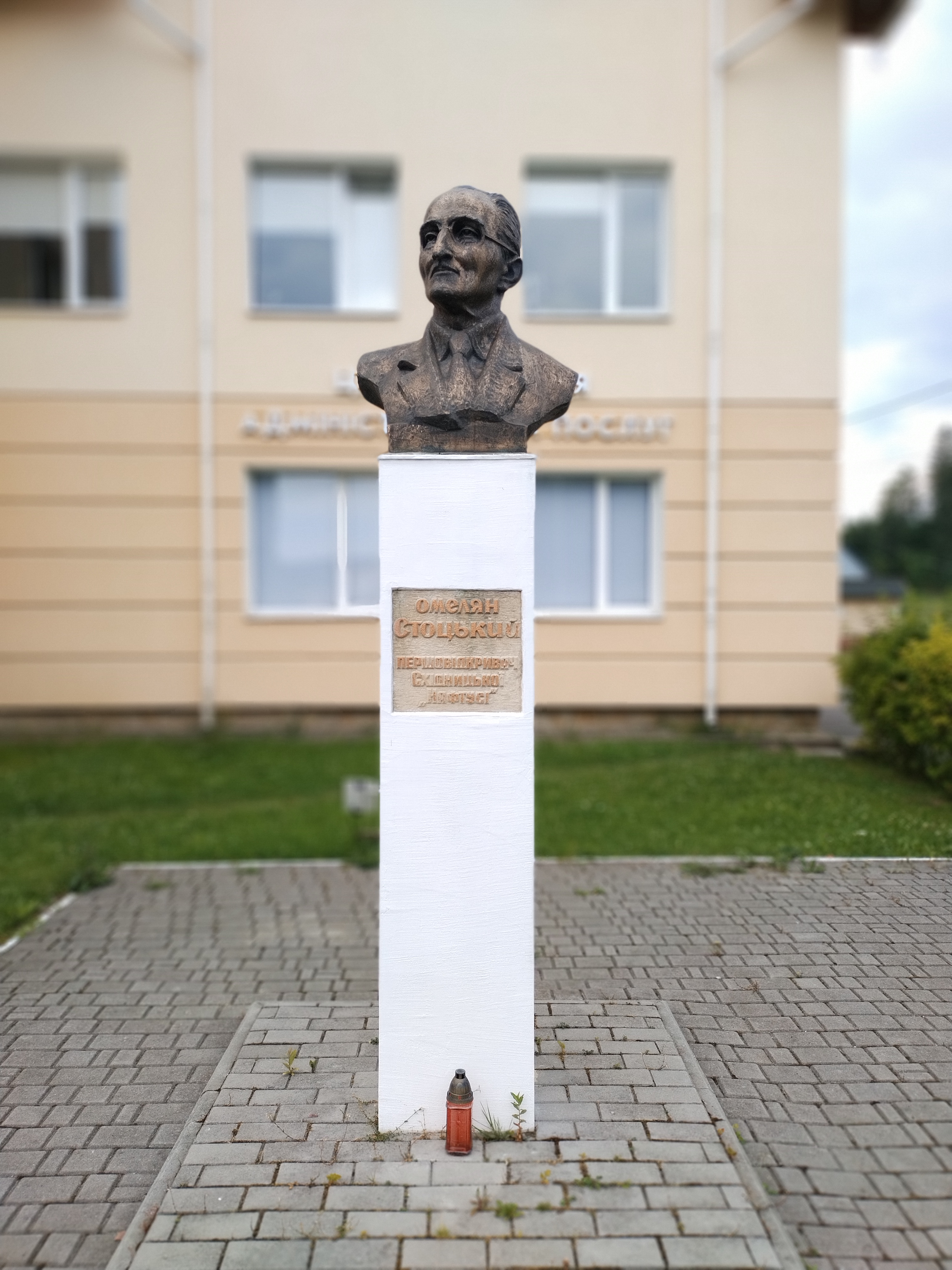
Погруддя Омеляну Стоцькому
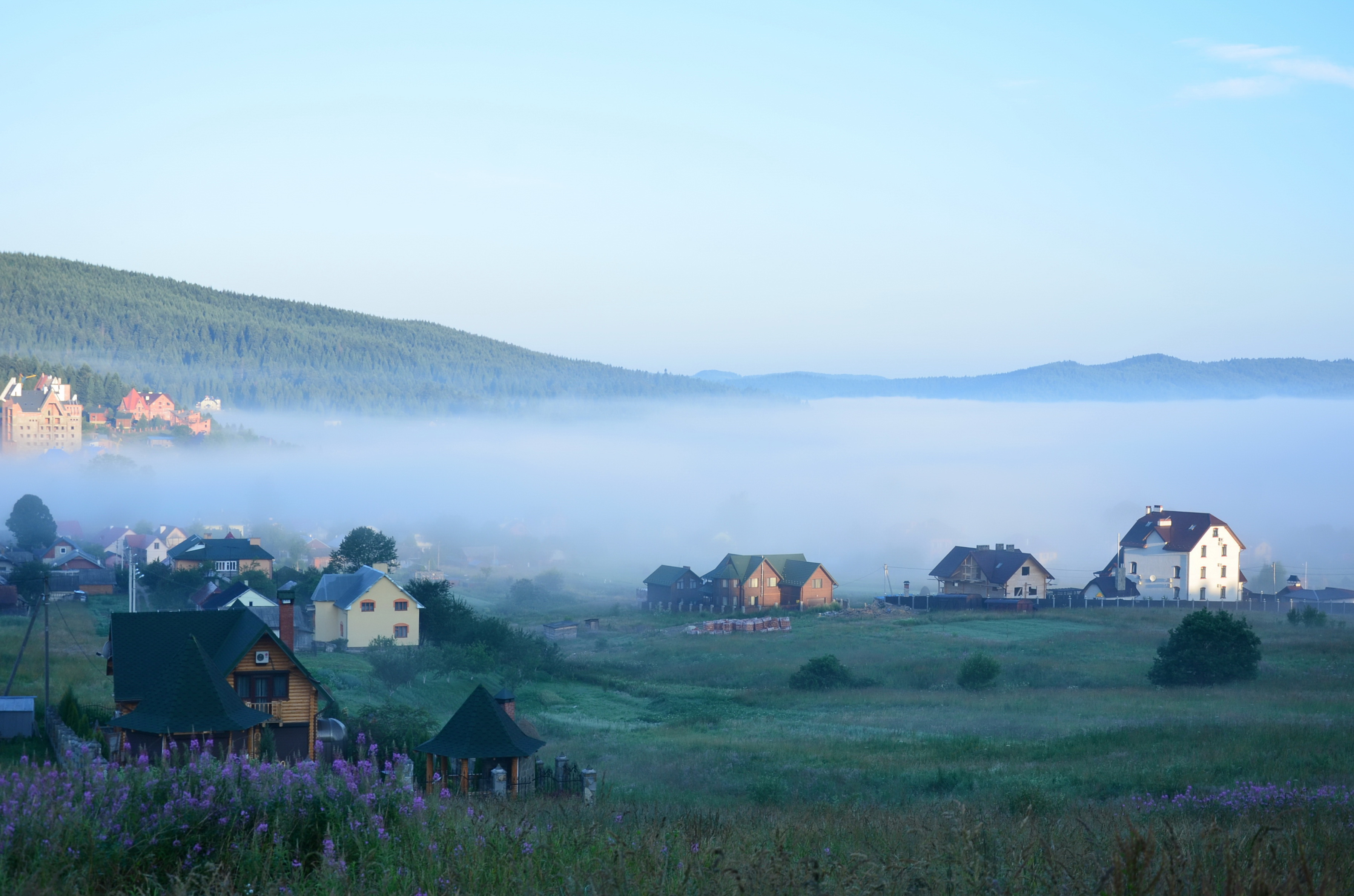
Ранок в Східниці
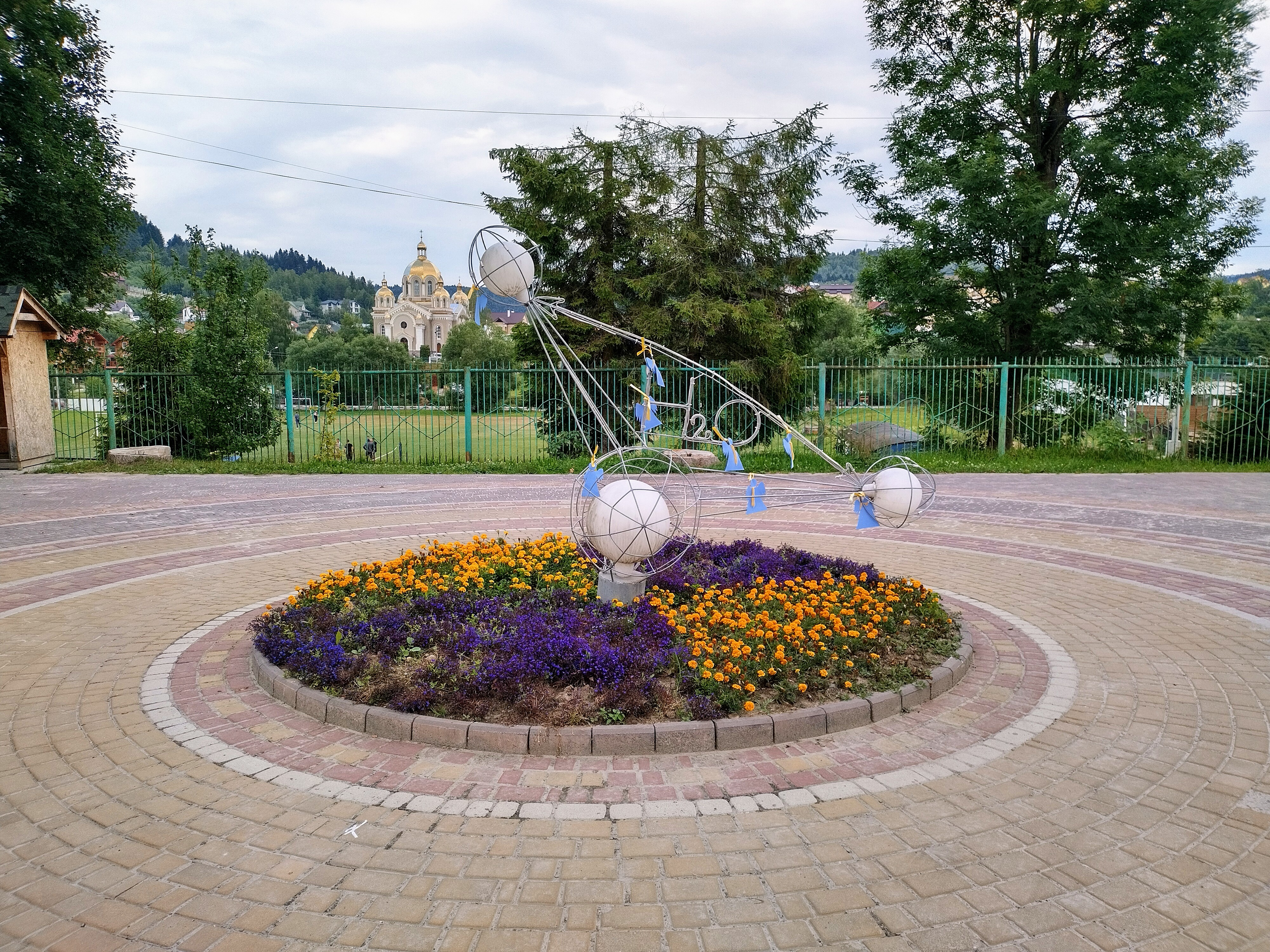
Арт-об'єкт «Молекула води»
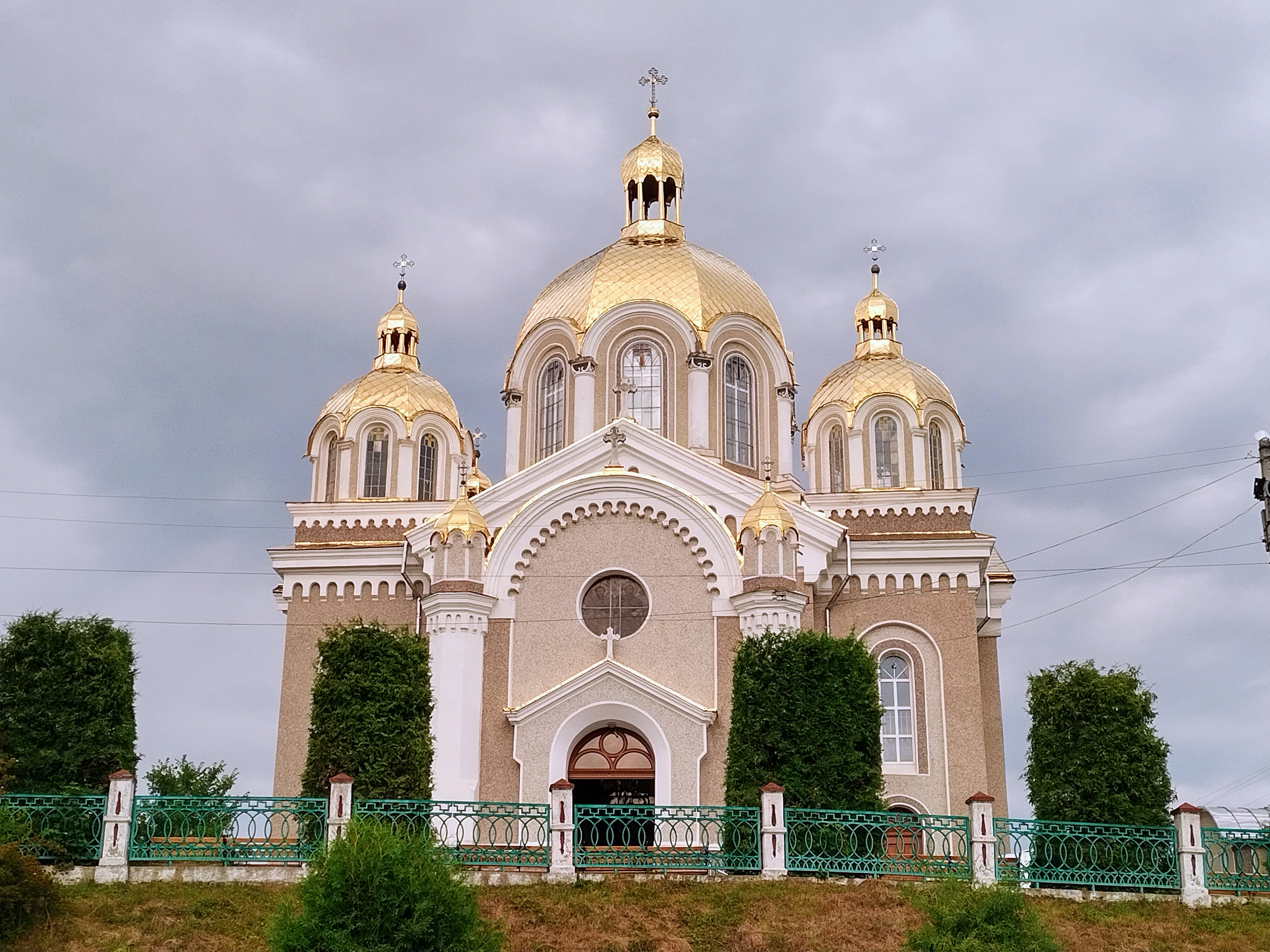
Церква Святих Апостолів Петра і Павла
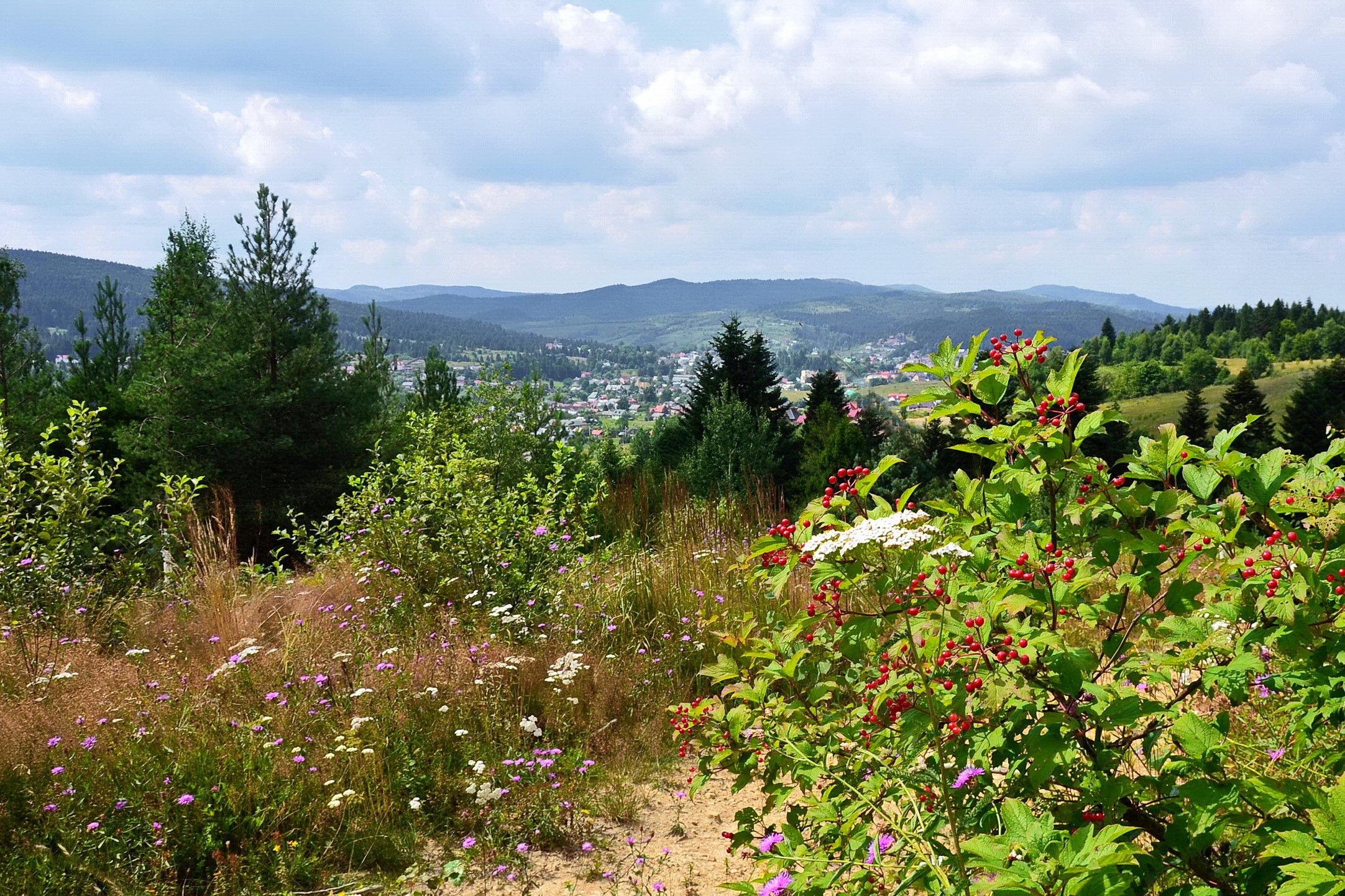
Серпневі пейзажі Східниці
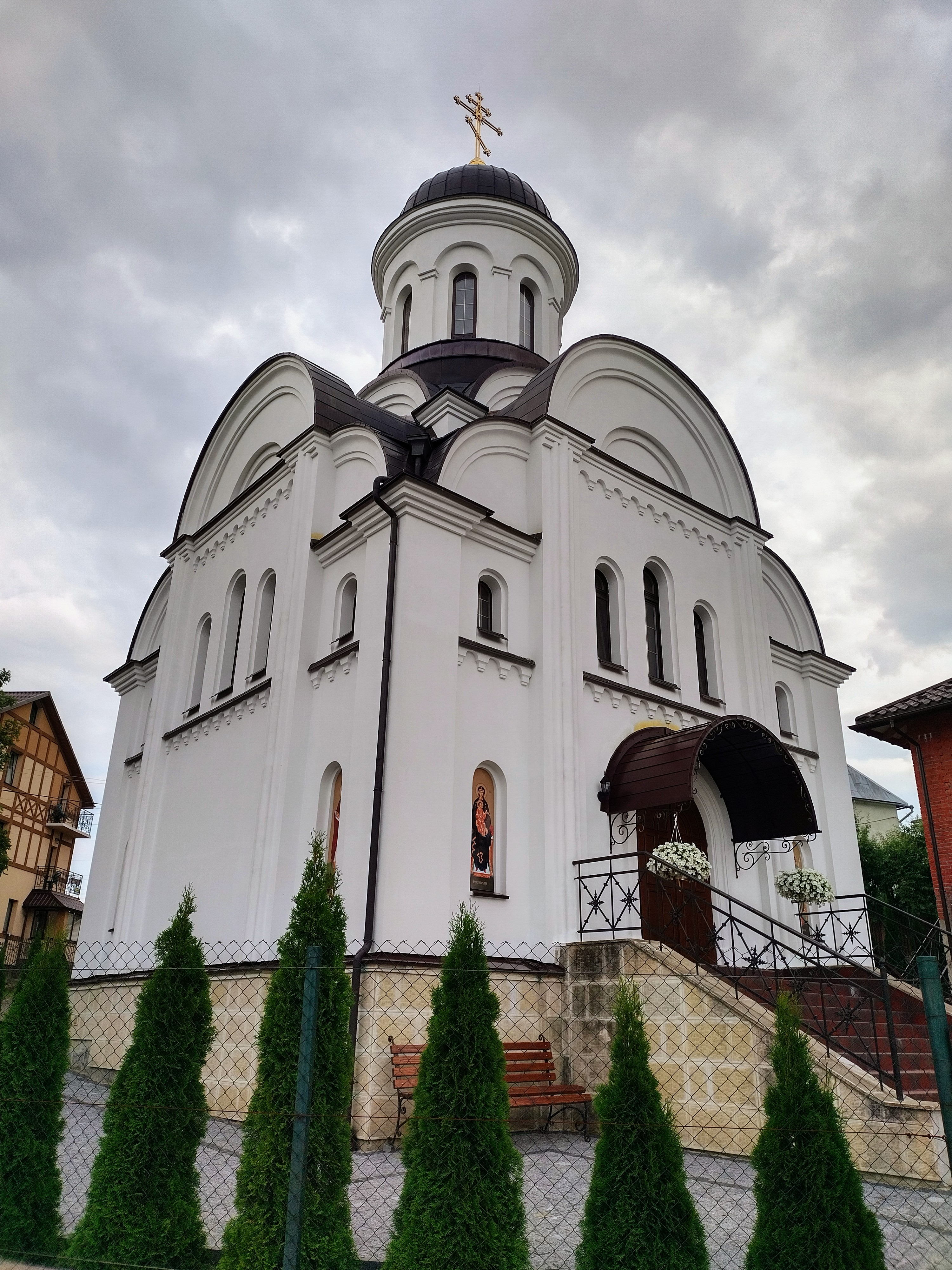
Церква Святого Андрія Первозванного
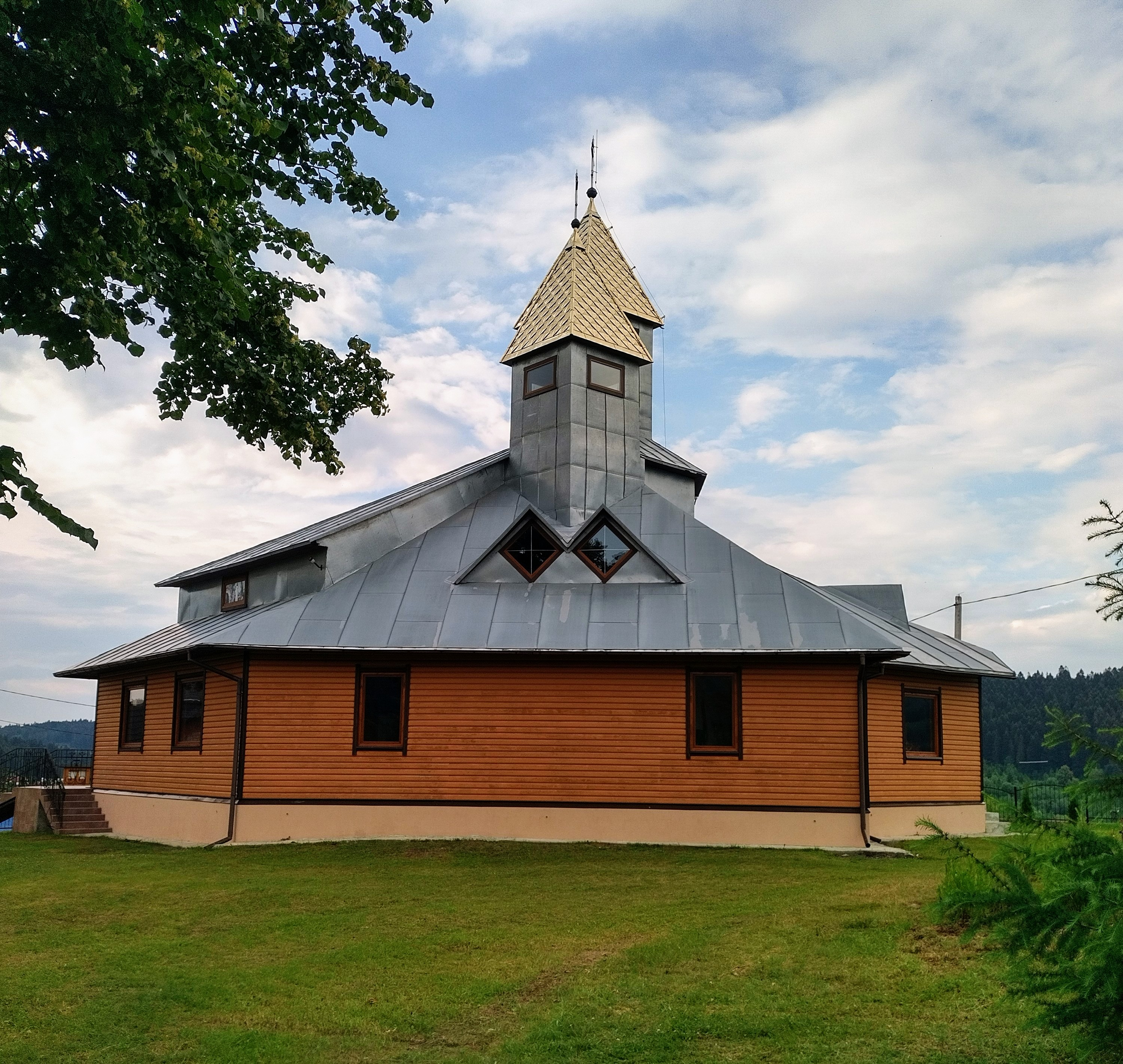
Церква Святого Миколая